# Kirchheim (Assia)
Kirchheim è un comune tedesco di 3 614 abitanti,, situato nel land dell'Assia.
Nel 2019 ha ospitato il campionato del mondo di sudoku e di puzzle.